# Belles de l'air
Pour plus de détails, voir Fiche technique et Distribution.
Belles de l'air (Le belle dell'aria) est une comédie italo-espagnole réalisée par Mario Costa et Eduardo Manzanos Brochero et sortie en 1957.

## Synopsis
L'intrigue se concentre sur un couple formé par un professeur d'auto-école et une élève hôtesse de l'air. Le leitmotiv du film est la jalousie que chacun des membres de ce couple ressent en raison des circonstances du travail de l'autre, et des situations qui sont créées dans de telles professions de relations constantes avec des personnes de l'autre sexe.

## Fiche technique
- Titre français : Belles de l'air[1]
- Titre original italien : Le belle dell'aria[2]
- Titre espagnol : Las aeroguapas[3]
- Réalisateur : Mario Costa, Eduardo Manzanos Brochero
- Scénario : Giuseppe Mangione, Dore Modesti, Bruno Zanelli
- Photographie : Alfredo Fraile
- Montage : Otello Colangeli, Pedro del Rey
- Musique : Carlo Innocenzi, Salvador Ruiz de Luna
- Décors : Piero Filippone, Eduardo Torre de la Fuente
- Maquillage : Elda Magnanti (it)
- Production : Eduardo Manzanos Brochero, Cesareo Gonzalez
- Société de production : Appia Cinematografica (Rome), Unión Films (Madrid)
- Pays de production :  Espagne -  Italie
- Langue originale : italien
- Format : Noir et blanc - 1,66:1 - Son mono - 35 mm
- Durée : 82 minutes
- Genre : Comédie
- Dates de sortie :
  - Italie : 24 novembre 1957
  - Espagne : 12 mai 1958
  - France : 1960

## Distribution
- Giovanna Ralli : Giovanna
- José Suárez : Mario Toselli
- Nana Noschese : Evelina
- Fiorella Mari : Lola Lola
- Fulvia Franco : Edmunda
- Gino Cervi : Don Fogazza
- Carlo Delle Piane : Gnapetta
- Juan Calvo Doménech (es) : Evaristo
- Pierre Cressoy : Pierre
- Donatella Mauro : Hôtesse en chef
- Luisella Boni : Fernanda Calandri
- Luz Márquez : María
- María Cuadra : Hôtesse
- Valeria Moriconi :
- Mario De Córdoba :
- Eduardo de Santis : Directeur de la compagnie aérienne
- Anthony La Penna :
- Renato Montalbano :
- Ricardo Valle : Commandant Wells
- Fernando Fernández de Córdoba : Evaristo Escara